# Puente del Palacio
El puente del Palacio (del ruso: Дворцо́вый мост); Dvortsovy Most) es un puente basculante inaugurado en 1916 sobre el río Nevá de San Petersburgo. Es uno de los principales símbolos y atracciones turísticas, y constituye una de las arterias principales de la ciudad de San Petersburgo.
El puente está ubicado en la parte central de la ciudad y conecta la Plaza del Palacio con la Isla Vasílievski. Tiene 250 metros de longitud y una anchura de 27 metros.

## Mecanismo
El motor que sirve para abrir las 700 toneladas de cada mitad del puente se compone de unos motores, de enormes engranajes (algunos de ellos son todavía los de origen) y unos contrapesos de miles toneladas. El mecanismo funciona de manera fiable, pero a veces se han producido pequeños incidentes. En octubre de 2002, uno de los dientes del engranaje se rompió, y el puente quedó parado a mitad de su recorrido, causando consecuentemente, un gran retraso en el paso de las embarcaciones.

## Galería

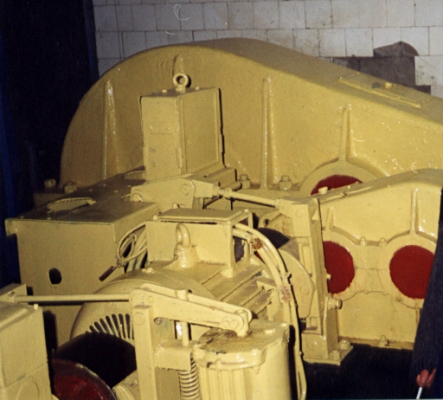
Uno de los motores de apertura del puente.
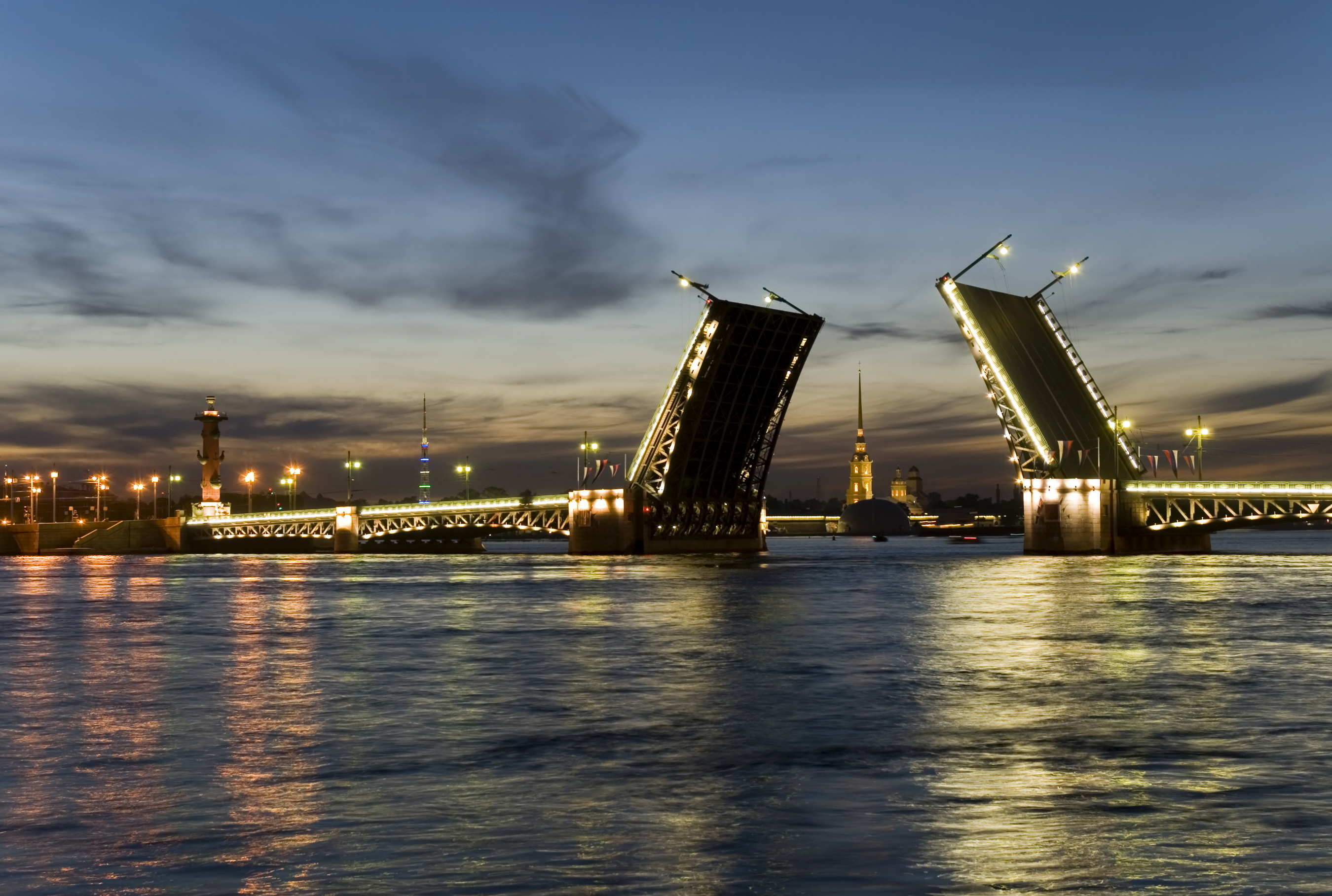
Vista del puente levantado.
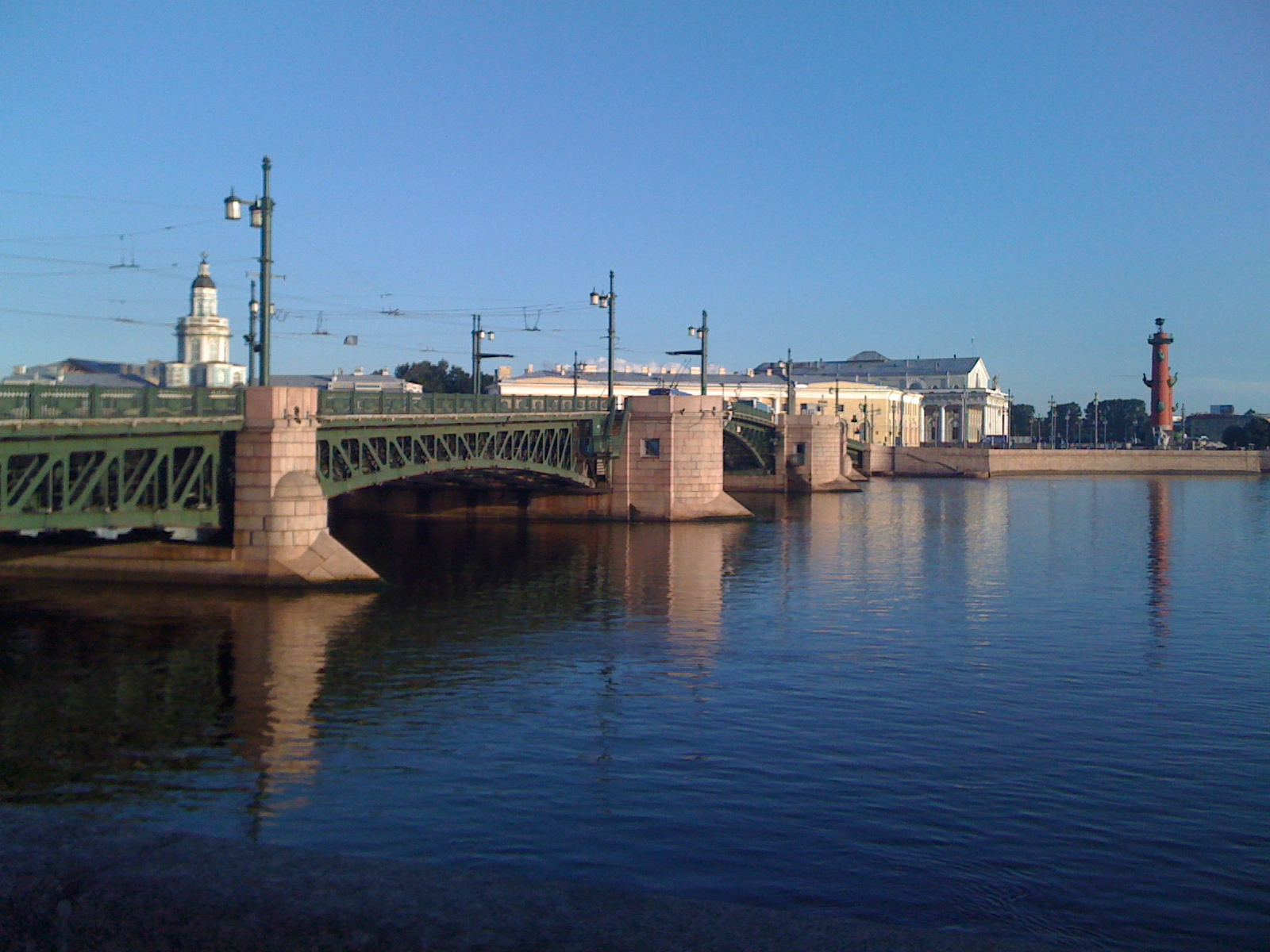
Vista del puente de día.